# Dasypogon barrus
Dasypogon barrus är en tvåvingeart som beskrevs av Walker 1849. Dasypogon barrus ingår i släktet Dasypogon och familjen rovflugor. Inga underarter finns listade i Catalogue of Life.